# Liste der Bodendenkmale in der Samtgemeinde Gieboldehausen
In der Liste der Bodendenkmale in der Samtgemeinde Gieboldehausen sind die Bodendenkmale der niedersächsischen Samtgemeinde Gieboldehausen aufgeführt. Die Quelle ist der Denkmalatlas Niedersachsen.
- Bitte beachten Sie, dass diese Liste keinen Anspruch auf Vollständigkeit erhebt.
- Die Angaben ersetzen nicht die rechtsverbindliche Auskunft der zuständigen Denkmalschutzbehörde.
- Es sind nur Daten aus dem Denkmalatlas verarbeitet.
- Der Stand der Liste ist der 23. März 2025.

Samtgemeinde Gieboldehausen im Landkreis Göttingen

## Allgemein
In den Spalten finden sich folgende Informationen des Bodendenkmales:
| Lage         | geographische Koordinaten                                                           |
| Bezeichnung  | Bezeichnung lt. Denkmalatlas                                                        |
| Beschreibung | Beschreibung lt. Denkmalatlas                                                       |
| ID           | Objekt-ID                                                                           |
| Bild         | Bild, ggf. zusätzlich mit Link zu weiteren Fotos im Medienarchiv Wikimedia Commons. |

## Bilshausen
| Lage                        | Bezeichnung                  | Beschreibung | ID       | Bild |
| --------------------------- | ---------------------------- | --- | -------- | ---- |
| 51° 37′ 33″ N, 10° 8′ 46″ O | Bilshausen 6, Grabhügel      | Größe ca. 20 × 19 m und Höhe ca. 1,4 m. Annähernd runder Hügel, gewölbt mit künstlich abgeflachtem Gipfel, Rand deutlich abgesetzt. Oberfläche planiert und dient als Podest für ein Gefallenen-Denkmal, im Zentrum aufgesetzt, H. 2,20 m. Mehrere Mulden; an der NO-Seite von einem Weg angeschnitten.                | 28980707 | BW   |
| 51° 37′ 32″ N, 10° 8′ 45″ O | Bilshausen 7, Grabhügel      | Durchmesser ca. 18,5 m und Höhe ca. 1 m. Annähernd rund, flach gewölbt, mit sehr flachem Gipfel, Rand abgesetzt, an der SW-Seite flach auslaufend. Mehrere Mulden, gestörter Gesamteindruck. | 28980705 | BW   |
| 51° 37′ 34″ N, 10° 8′ 45″ O | Bilshausen 8, Grabhügel      | Durchmesser ca. 18 m und Höhe ca. 0,8 m. Unförmig, flach gewölbt, Hügelfuß unregelmäßig flach auslaufend und im SW-Bereich flach auslaufen An der NO-Seite ca. 2/3 durch Weg abgeschnitten. Gestörter Eindruck. | 28980708 | BW   |
| 51° 37′ 33″ N, 10° 8′ 43″ O | Bilshausen 9, Grabhügel      | Durchmesser ca. 15 m und Höhe ca. 1,1 m. Unförmig, fraglich, jetzt stark gewölbt. Am NO-Hügelfuß ungleichmäßig auslaufend. Teil lässt auf Grabhügel schließen. Im SW-Bereich tiefe, große, schon alt gegrabene Kuhle. Stark gestörter Gesamteindruck.                                                                  | 28980710 | BW   |
| 51° 37′ 32″ N, 10° 8′ 37″ O | Bilshausen 11, Hohlwegbündel | Sind tw. als Hohlwege ausgebildet und verlaufen in ca. SW-NO-Richtung mit einigen flach abzweigenden Spuren (hängende Wegespuren). In einigen Bereichen sind die Hohlwege undeutlich zu erkennen und verwaschen. L. bis 600 m, Br. bis 6 m, T. bis ca. 1,70 m. Nahverkehrsweg Bilshausen-Gillersheim. Mittelalterlich? | 28980709 | BW   |
| 51° 37′ 27″ N, 10° 7′ 59″ O | Bilshausen 15, Kreuzstein    | Sandstein, L. 1,15 m; Br. 0,38 m; D. 13 – 24 cm. Auf der Vorderseite ein eingerilltes lateinisches Kreuz, dessen vier Enden bis an die Konturen des Steines reichen. Der Kopfteil des Steines ist rechts und links abgeschlagen. Die Rückseite ist unbearbeitet.                                                       | 28948682 | BW   |

## Gieboldehausen
| Lage                         | Bezeichnung                           | Beschreibung | ID       | Bild           |
| ---------------------------- | ------------------------------------- | --- | -------- | -------------- |
| 51° 36′ 24″ N, 10° 10′ 53″ O | Gieboldehausen 24, Wüstung Dodenhusen | Erste urkundliche Nennung 1288. Obertägig ist nur ein Podest sichtbar, das vermutlich die Dorfkirche trug. Diese Kirchenstätte wurde von einem Wall umgeben, der im W und S (noch) vorhanden ist. Der Wall zeigt stellenweise einen äußeren und inneren Graben auf. Von der S- und O-Seite setzt sich die Kirchenstätte besonders deutlich vom übrigen Gelände ab. Gesamtfläche etwa 48 × 52 m. Die Kirchenstätte ist gut erhalten. Es stehen eine jüngere Klause und ein Bildstock auf der Erhöhung. | 28948683 | Weitere Bilder |

### Gieboldehausen 7
- ID:28987050
- Gruppe von 13 Hügelgräbern, die sich durch ihre Größe und Wölbung deutlich vom Gelände abheben. Teilweise zusammengewachsen. Erhaltungszustand bis auf Tiergänge gut.

| Lage                         | Bezeichnung       | Beschreibung | ID       | Bild |
| ---------------------------- | ----------------- | --- | -------- | ---- |
| 51° 36′ 44″ N, 10° 11′ 28″ O | Gieboldehausen 8  | Durchmesser ca. 18 m und Höhe ca. 0,6 m. Rund, flach auslaufend. | 28983019 | BW   |
| 51° 36′ 42″ N, 10° 11′ 30″ O | Gieboldehausen 9  | Durchmesser ca. 19 m und Höhe ca. 0,8 m. Rund mit flacher, gleichmäßiger Wölbung. Oberflächlich gut erhaltener Hügel.                                                                                  | 28983022 | BW   |
| 51° 36′ 43″ N, 10° 11′ 32″ O | Gieboldehausen 10 | Durchmesser ca. 18 m und Höhe ca. 1 m. Rund mit gleichmäßiger Wölbung. Randbereiche stark auslaufend. Leichte Tiergänge im Gipfel- und im südlichen Randbereich.                                       | 28983023 | BW   |
| 51° 36′ 43″ N, 10° 11′ 34″ O | Gieboldehausen 11 | Durchmesser ca. 21,5 m und Höhe ca. 0,9 m. Rund, abgeflachter Gipfel, Randbereiche stark auslaufend. Im südlichen Randbereich hügelartige Anschüttung, zweiter Hügel? Leicht unregelmäßige Oberfläche. | 28983024 | BW   |
| 51° 36′ 46″ N, 10° 11′ 29″ O | Gieboldehausen 14 | Größe ca. 11 × 8 m und Höhe ca. 0,8 m. Ursprüngliche Form unklar, im Südbereich ca. 1/3 bis auf Waldbodenhöhe abgetragen. Rest augenscheinlich ungestört.                                              | 28983025 | BW   |
| 51° 36′ 46″ N, 10° 11′ 31″ O | Gieboldehausen 15 | Durchmesser ca. 15 m und Höhe ca. 0,5 m. Annähernd rund. Gestörte Oberfläche durch starke Tiergänge.                                                                                                   | 28983026 | BW   |
| 51° 36′ 46″ N, 10° 11′ 33″ O | Gieboldehausen 16 | Durchmesser ca. 14 m und Höhe ca. 0,8 m. Rund mit gleichmäßiger Wölbung. Randbereiche stark auslaufend. Augenscheinlich gut erhalten.                                                                  | 28983013 | BW   |
| 51° 36′ 45″ N, 10° 11′ 33″ O | Gieboldehausen 17 | Durchmesser ca. 23 m und Höhe ca. 1 m. Rund mit leichter Wölbung und stark abgeflachtem Gipfel. Im S-O Randbereich kuhlenartige Ausbuchtungen, leichte Tiergänge.                                      | 28983021 | BW   |
| 51° 36′ 47″ N, 10° 11′ 32″ O | Gieboldehausen 18 | Durchmesser ca. 19 m und Höhe ca. 1 m. Länglich. Einer von zwei ineinandergreifenden Hügeln. Zerwühlte Oberfläche durch starke Tiergänge.                                                              | 28981209 | BW   |
| 51° 36′ 44″ N, 10° 11′ 32″ O | Gieboldehausen 19 | Durchmesser ca. 16 m und Höhe ca. 0,5 m. Rund, flach auslaufend. Augenscheinlich ungestört. | 28981212 | BW   |
| 51° 36′ 44″ N, 10° 11′ 30″ O | Gieboldehausen 20 | Durchmesser ca. 16 m und Höhe ca. 0,6 m. Rund, flach auslaufend. Leichte Tiergänge im südlichen Randbereich.                                                                                           | 28981213 | BW   |
| 51° 36′ 48″ N, 10° 11′ 31″ O | Gieboldehausen 21 | Durchmesser ca. 17 m und Höhe ca. 0,9 m. Rund, flach. Leichte Oberflächenstörung durch flache Einbuchtungen.                                                                                           | 28981215 | BW   |
| 51° 36′ 47″ N, 10° 11′ 34″ O | Gieboldehausen 22 | Durchmesser ca. 18 m und Höhe ca. 0,4 m. Rund, Randbereiche flach auslaufend. Leichte Oberflächenstörung.                                                                                              | 28981216 | BW   |

## Obernfeld
| Lage                         | Bezeichnung          | Beschreibung | ID       | Bild |
| ---------------------------- | -------------------- | --- | -------- | ---- |
| 51° 33′ 39″ N, 10° 16′ 23″ O | Obernfeld 4, Hohlweg | L. in der Gmkg. mit Unterbrechung ca. 750 m, lichte Br. bis 7 m, Sohl-Br. bis 2,5 m. Trapezförmiges Profil, tw. mit ein oder zwei Ausweichspuren. Zum Teil gut erhalten, stellenweise durch Waldwege unterbrochen; tw. nicht mehr erkennbar. Alternative der Thüringer Heerstraße Duderstadt-Herzberg. Mittelalterlich. - Teilstück ID: 37942194 | 28982551 | BW   |

## Wollbrandshausen
| Lage                        | Bezeichnung                         | Beschreibung | ID       | Bild |
| --------------------------- | ----------------------------------- | --- | -------- | ---- |
| 51° 36′ 3″ N, 10° 9′ 20″ O  | Wollbrandshausen 2, Landwehr        | Landwehr mit 3 Wällen und 2 inneren Gräben, in dem heutigen Zustand kaum in dieser Form erkennbar. Gesamtbr. ca. 12,50 m. Noch über eine L. von ca. 160 m zu verfolgen. Erheblich gestört und nahezu vollständig eingeebnet. Über eine L. von 6 m sind 3 Wälle und 2 Gräben ersichtlich, weiter nach N über 30 m ein Wall mit zwei Gräben. Im weiteren Verlauf an mehreren Stellen unterbrochen; durch Straßenbau an der W-Seite beträchtlich eingeebnet. Es ist anzunehmen, dass der mittlere Wall einer heutigen Baumpflanzreihe entspricht. laut Fundmelder sollte der südliche Endbereich der Landwehr ein abknickendes Winkelstück nach W besessen haben, heute überbaut durch eine Straße und abgepflügt. Der Umbruchpunkt lag wahrscheinlich an dem heutigen Standort einer Wallfahrtskirche. Die entfernten Grabenmulden N der Kirche sind teilweise mit Bruchsteinen angefüllt und schon stark verlandet. | 28981352 | BW   |
| 51° 35′ 59″ N, 10° 9′ 18″ O | Wollbrandshausen 3, Bodenseer Warte | Wartepodest mit Rundgraben und Rest des Vorwalles an der N-W Seite erhalten. Podestmaße: Dm. 21 m, H. 0,9 – 1,3 m. Im S-O Teil stark verwaschen. Von neuen und alten Wegespuren angeschnitten. Im Zentralbereich flache Gipfelmulde 8 m Br. und T. ca. 30 cm. An der N-Seite eine Wallfahrtskirche. Keramikfunde 13.-15. Jh. Fundmelder erwähnte noch 1900 Bruchsteinfundamente eines Rundturmes. | 28981355 | BW   |

## Wollershausen
| Lage                         | Bezeichnung                     | Beschreibung | ID       | Bild |
| ---------------------------- | ------------------------------- | --- | -------- | ---- |
| 51° 36′ 28″ N, 10° 16′ 58″ O | Wollershausen 1, Grabhügel      | Durchmesser ca. 11 m und Höhe ca. 0,4 m. Ebenmäßig flach gewölbt, Rand sanft auslaufend. Ohne Störung. | 28981357 | BW   |
| 51° 36′ 32″ N, 10° 17′ 24″ O | Wollershausen 3, Grabhügel      | Durchmesser ca. 9 m und Höhe ca. 0,4 m. Flach gewölbt, Rand sanft auslaufend. Ohne Störung. | 28981358 | BW   |
| 51° 36′ 31″ N, 10° 15′ 1″ O  | Wollershausen 8, Terrassenäcker | 5 Terrassenäcker von SW-NO. Br. der Ackerbeete 4,5 – 12,7 m, H. der Absätze 1 – 2 m, Gesamthöhenunterschied 16,25 m. Sehr gut erhalten. Beispielhafte Regulierung der topographischen Beschaffenheit für landwirtschaftliche Zwecke. | 28993215 | BW   |
| 51° 36′ 31″ N, 10° 15′ 32″ O | Wollershausen 11, Warte         | Hoch gewölbter, kleiner Hügel aus Rotsandsteinschotter, dessen Baumaterial einem äußeren Graben entnommen wurde. Dm. ca. 10 m. Der Graben ist an den abschüssigen W- und O-Seiten schwach ausgeprägt. Anscheinend unbeschädigt. Denecke erwähnt eine noch nicht aufgefundene Warte am Ort. Obwohl der N-S ausgerichtete Bergkamm für eine Landwehranlage außerordentlich günstig wäre, konnten bei einer Kontrolle keine Spuren der letzteren gefunden werden. Wäre jedoch als die von Denecke gemeinte Warte zu verstehen. | 28981360 | BW   |
| 51° 36′ 53″ N, 10° 14′ 21″ O | Wollershausen 15, Hohlweg       | Hohlweg verläuft in SW-NO-Richtung, deutlich abgesetzt. L. ca. 350 m (mit Unterbrechung), Br. bis 30 m, T. bis 5,70 m. | 28981354 | BW   |
| 51° 36′ 39″ N, 10° 17′ 42″ O | Wollershausen 17, Altstraße     | | 37874959 | BW   |